# Mimosa foliolosa
Mimosa foliolosa är en ärtväxtart som beskrevs av George Bentham. Mimosa foliolosa ingår i släktet mimosor, och familjen ärtväxter. IUCN kategoriserar arten globalt som livskraftig.

## Underarter
Arten delas in i följande underarter:
- M. f. foliolosa
- M. f. macrocephala
- M. f. peregrina
- M. f. pubescens
- M. f. strigosa